# Trónbeszéd

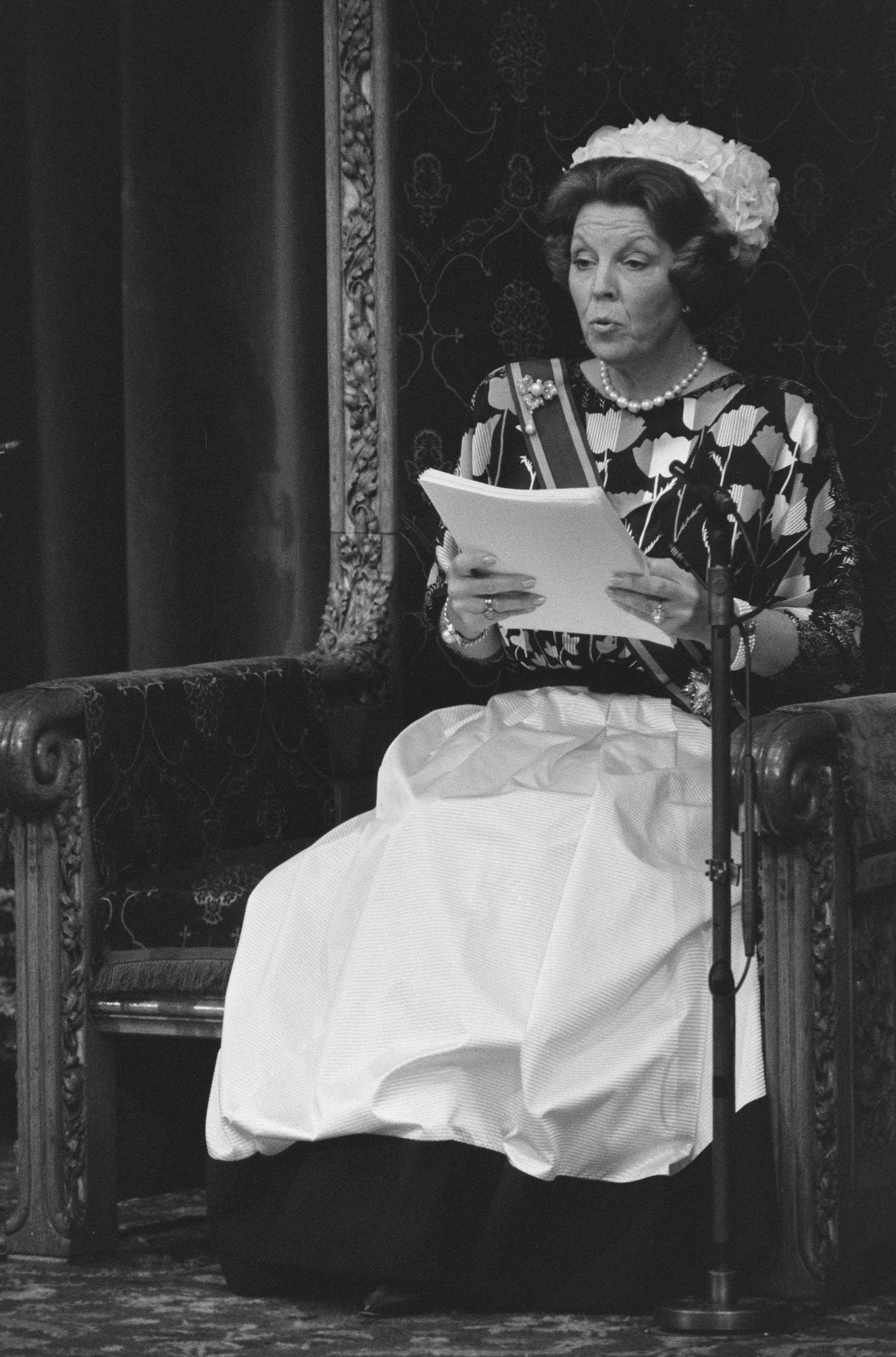
Beatrix holland királynő trónbeszédét tartja

A trónbeszéd egyes  alkotmányos monarchiában az uralkodó által a törvényhozás tagjaihoz – szokás szerint – az országgyűlés megnyitásakor és berekesztésekor intézett beszéd.

## Magyarországon
A Magyar Királyságban az országgyűlés két háza együttesen jelent meg a király előtt. A megnyitó trónbeszéd a törvényhozás által végzendő munka tervezetét adja elő röviden, a berekesztéskor  pedig visszapillant az országgyűlés tevékenységére. A trónbeszéd ezen felül az általános politikai helyzettel, az államot érdeklő egyéb fontos kérdésekkel, valamint a külpolitikai viszonyokkal is foglalkozott.
A trónbeszédre mindkét ház külön-külön küldhetett válaszfeliratot. 

## Külföldön

### Az Egyesült Királyságban
Bár a néhai uralkodó, II. Erzsébet, évente megjelent a parlamentben, hogy trónbeszédével megnyissa a brit törvényhozás ülésszakát,  trónbeszédét nem saját nevében, hanem a mindenkori kormány nevében mondta el. Ettől csak egészen kivételesen tért el, mint pl. 1995-ben, amikor  a második világháború befejezésének 50. évfordulóján saját nevében beszélt.